# Eucalyptococcus brookesae
Eucalyptococcus brookesae är en insektsart som beskrevs av Williams 1985. Eucalyptococcus brookesae ingår i släktet Eucalyptococcus och familjen ullsköldlöss. Inga underarter finns listade i Catalogue of Life.